# Cesare Meano

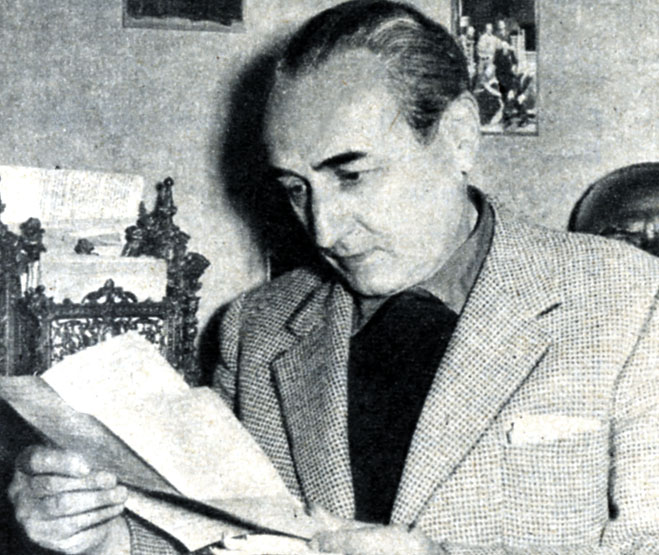
Cesare Meano

Cesare Meano (* 22. Dezember 1899 in Turin; † 24. November 1957 in Palermo) war ein italienischer Drehbuchautor und Theaterregisseur.

## Leben
Meano schloss in Rechtswissenschaften ab und widmete sich dann dem Journalismus; er schrieb für den Corriere della Sera und Fiera Letteraria. 1926 gründete er in seiner Heimatstadt das „Teatro del Nuovo Spirito“ und war fortan fast ausschließlich als Autor und Regisseur für die Bühne tätig. Unter seinen ab 1935 geschriebenen Werken finden sich La nascita di Salomè (das er später für Jean Choux auch in ein Drehbuch umschrieb), Avventure di Don Chisciotte, Melisenda per me, Ventiquattr'ore felici, Incontri nella notte und Diana non vuole amore. Sein letzter Erfolg war 1956 Bella. Als Regisseur inszenierte er aber auch Pirandello, Strindberg und andere. Für eine Handvoll Filme war er am Drehbuch beteiligt; 1934 inszenierte er den fast völlig unbemerkt gebliebenen Frontiere nach eigenem Buch und war auch für den Schnitt zuständig.
1932 veröffentlichte Meano den Roman Questa povera Arianna, der die Goldmedaille des Premio di Viareggio erhielt.

## Filmografie (Auswahl)
- 1934: Frontiere (Regie, Buch, Schnitt)

## Deutschsprachige Hörspielbearbeitungen
- 1953: Die Geburt von Salome – Regie: Walter Davy (RWR-Wien)
- 1969: Mutmassungen Über Salome – Regie: Ferry Bauer (ORF Oberösterreich)

Quelle: OE1-Hörspieldatenbank